# Sostratos von Ägina
Sostratos von Ägina (altgriechisch Σώστρατος, Σόστρατος), Sohn des Laodamas von Ägina, war ein sagenhaft reicher Händler aus der Zeit der griechischen Kolonisation.
Er wird bei Herodot erwähnt, der, als von einer extrem profitablen Handelsfahrt die Rede ist, meint, derartigen Gewinn hätte sonst keiner gemacht, ausgenommen natürlich Sostratos von Ägina, mit dessen Erfolgen sich keiner vergleichen könne.
Man nimmt an, dass eine 1970 in Gravisca, dem Hafen des etruskischen Tarquinii, auf einem Anker gefundene äginetische Weihinschrift
Ἀπο/λόν/ος Αἰ/γινά/τα ἐμ/ί. Σόστ/ρατος/ ἐποίε/σε / hο ––
„Apollon von Ägina gehöre ich. Sostratos … ließ mich machen.“
sich auf den von Herodot erwähnten Sostratos bezieht. Außerdem wird angenommen, dass die Keramikmarke SO (ΣΟ), die auf über 100 Stücken schwarzfiguriger attischer Keramik gefunden wurde, auf Sostratos oder einen Nachkommen hinweist. Alle Stücke, deren Ursprung man kennt, stammen aus Etrurien und aus der 2. Hälfte des 6. Jahrhunderts v. Chr.